# Peter A. Quinn
Peter Anthony Quinn (* 10. Mai 1904 in New York City; † 23. Dezember 1974 ebenda) war ein US-amerikanischer Jurist und Politiker. Zwischen 1945 und 1947 vertrat er den Bundesstaat New York im US-Repräsentantenhaus.

## Werdegang
Peter Anthony Quinn besuchte die St. Brigid’s and St. Raymond’s School. Er graduierte 1922 an der Manhattan Preparatory School, 1926 am Manhattan College in New York City und 1929 an der rechtswissenschaftlichen Fakultät der Fordham University in New York City. Nach dem Erhalt seiner Zulassung als Anwalt 1931 begann er in New York City zu praktizieren. Zwischen 1936 und 1944 saß er in der New York State Assembly. Politisch gehörte er der Demokratischen Partei an.
Bei den Kongresswahlen des Jahres 1944 für den 79. Kongress wurde Quinn im 26. Wahlbezirk von New York in das US-Repräsentantenhaus in Washington, D.C. gewählt, wo er am 4. Januar 1945 die Nachfolge von Hamilton Fish III antrat. Er erlitt bei seiner erneuten Kandidatur 1946 eine Niederlage und schied nach dem 3. Januar 1947 aus dem Kongress aus.
Nach seiner Kongresszeit nahm er wieder seine Tätigkeit als Anwalt auf. Am 1. Januar 1949 wurde er Richter am Municipal Court of New York City. Eine Wiederwahl in das Richteramt folgte 1955. Er wurde 1957 Chief Justice am City Court of New York City – ein Posten, den er bis zu seinem Rücktritt 1960 innehatte, nachdem man ihn für eine vierzehnjährige Amtszeit zum Richter am New York Supreme Court wählte. Er verstarb am 23. Dezember 1974 in Bronx und wurde dann auf dem St. Joseph’s Cemetery in Hackensack (New Jersey) bestattet.